# Хронологія російського вторгнення в Україну (липень 2025)
Ця стаття є частиною хронології повномасштабного російського вторгнення в Україну з 24 лютого 2022 року, яка є частиною хронології російської збройної агресії проти України з 2014 року.
Про події попереднього місяця — див. у статті Хронологія російського вторгнення в Україну (червень 2025).

## 1-10 липня

### 1 липня
За заявою українського Генштабу, протягом доби ліквідовано 970 російських окупантів. ЗС РФ атакували Україну 52 БПЛА, 14 — збито, 33 — локаційно втрачені/подавлені РЕБ. Зафіксовано влучання у 3 локаціях, падіння збитих (уламки) на 1 локації. Унаслідок атак російських атак у Запоріжжі та районі згоріло промислове підприємство, понівечені приватні будинки.
ЗСУ вдарило дронами по підприємству в Іжевську, де виготовляють БПЛА «Гарпія А1» та ЗРК «Тор» для армії РФ. Цей завод розташовано за 1.300 км від кордону з Україною завод "Купол" в Іжевську, його вразили модернізовані дрони «Лютий».
У Росії сталася третя за рік катастрофа літака ВПС, надзвуковий винищувач-бомбардувальник Су-34 розбився в Нижньогородській області, впавши у лісі близ селища Велетьма міського округу Кулебаки, за 10 км від військового аеродрому «Саваслейка». Пілоти катапультувалися, один із них загинув.
СБУ повідомила про підозру російському комбригу і вісьмом росіянам, які катували цивільних під час окупації Київщини 2022 року. Мова про полковника Азатбека Омурбекова (командира 64-ї мотострілецької бригади 35-ї загальновійськової армії РФ) та його підлеглих. Під час захоплення селища Андріївка в Бучанському районі, він наказав катувати місцевих жителів для пошуку учасників руху опору.
ЗС РФ обстріляли артилерією лікарню в Херсоні, постраждали восьмеро людей.
Президент Франції Еммануель Макрон вперше з 2022 року провів телефонну розмову з Путіним. Путін заявив, що війна є наслідком «дій Заходу» і відкинув можливість припинення вогню та переговорів.
Україна запустила спільне виробництво зброї в межах формату Рамштайн, що включало створення заводів в Україні та за кордоном. Німеччина профінансує для України виробництво БПЛА великої дальності, здатних вражати цілі у глибокому тилу Росії. Мова про понад 500 дронів-камікадзе Ан-196 Лютий.
Україна отримала дев'ятий транш від МВФ — $500 млн — на покриття пріоритетних бюджетних потреб.
США зняли санкці з банку «Російський фінансовий альянс», який належав Ілюмжинову. Також із чорного списку прибрали Темпбанк (позбувся ліцензії 2017 року), «Мир Бизнес Банк» (російська філія іранського Bank Melli Iran), державне підприємство РФК-Банк, державне підприємство «Промсир'єімпорт», державну компанію «Рособоронекспорт» (єдиний в РФ державний посередник з експорту/імпорту озброєння), «Глобальні концепції груп», Global Vision Group, «СТГ Логістик», Maritime Assistance та інші.
Білий дім оголосив про паузу в постачанні ракет для систем Patriot, керованих авіабомб 155-мм артилерійських боєприпасів, боєприпасів GMLRS, зенітних ракет Stinger, ракет AIM-7 та ракет Hellfire в Україну.

### 2 липня
За заявою українського Генштабу, за добу ЗСУ ліквідували 1110 окупантів. ЗС РФ атакували Україну 4-ма ракетами ЗРК С-300 та 114 БпЛА. Збито 79 БпЛА, з яких 40 — вогневими засобами, 39 — локаційно втрачено/подавлено РЕБ. Харків вночі зазнав удару російських дронів, влучання по Новобаварському району. Пошкоджено адміністративну будівлю, зупинку транспорту, без постраждалих.
ЗС РФ вдарили БПЛА по Дніпропетровській області. Пошкоджено приватне підприємство у Кривому Розі та фермерське господарство у Самарівському районі; одна людина постраждала. Росіяни вдарили БПЛА по терміналу Нової пошти у Слов'янську.
На трасі Київ-Чоп близ Житомира в селі Березина сталося кілька масштабних вибухів на підприємства. Поранено 82 людини.
У Курській області ліквідовано заступника командувача ВМФ РФ, героя РФ Михайла Гудкова.
Дрони ЗСУ вдарили склади боєприпасів ЗС РФ у селі Велике Оріхове близ тимчасового окупованого Харцизька в Донецькій області.

### 3 липня

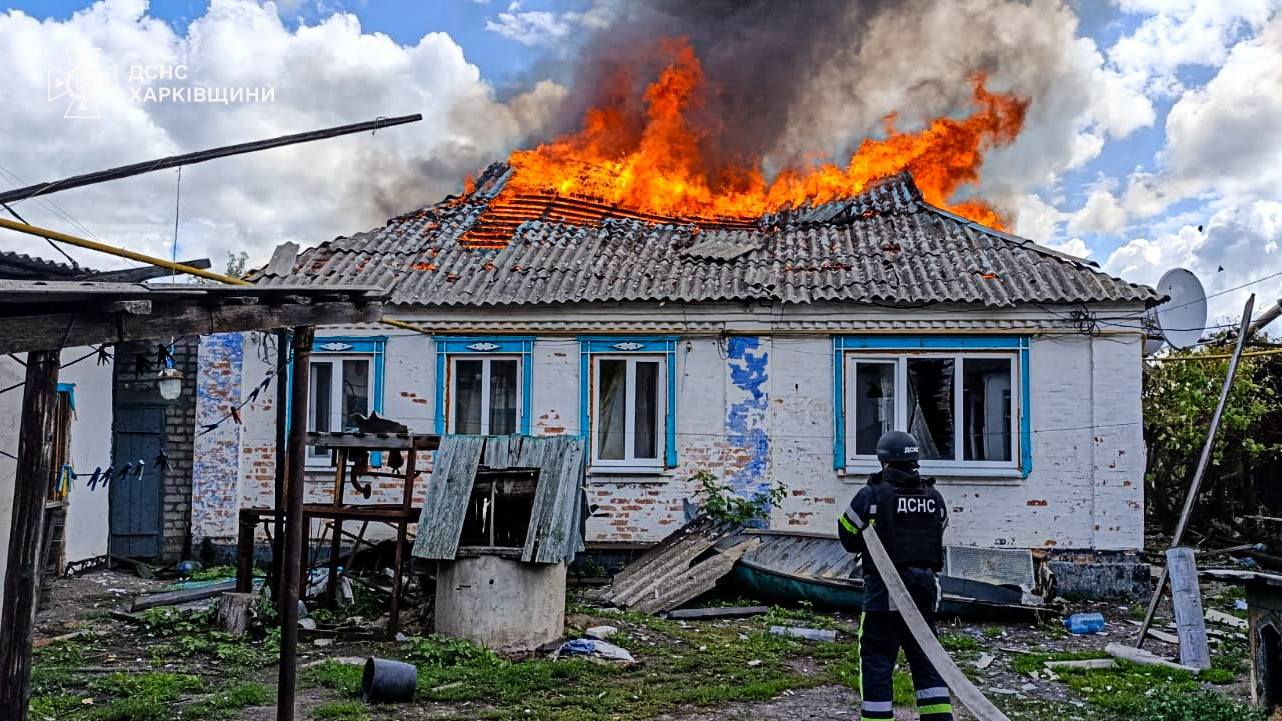
Будинок у селі Бойні Харківської області після обстрілу 3 липня

ЗС РФ атакували Україну 52 БпЛА, збито 22 збито, 18 локаційно втрачено. Вночі росіяни атакували Одесу безпілотниками, пошкоджено багатоповерховий будинок, 11 людей поранено дрон пошкодив два поверхи багатоповерхівки.
ЗС РФ вдарили БПЛА по медзакладу в Дніпровському районі Херсона, пошкоджено авто швидкої допомоги.
Вночі Липецька область у РФ зазнала атаки українських дронів. Вибухи пролунали в обласному центрі та у місті Єлець, де розташовано завод «Енергія», що спеціалізується на виробництві акамуляторів в тому числі і для дронів. Там виготовляють хімічні джерела живлення для універсальних модулів планування та корекції (УМПК) російських авіабомб.
В аеропорту російського Тамбова призупинено польоти цивільних літаків через загрозу атаки БПЛА. У місті також горів пороховий завод.
Російські БПЛА вдарили по ТЦК у Полтаві, 2 людини загинуло, ще 11 отримали поранення, виникла пожежа, пошкоджена цивільна інфраструктура.
ЗС РФ знищили ударами БпЛА об'єкт інфраструктури у Конотопі Сумської області. Також вони вдарили балістикою з касетними боєприпасами по припортовій інфраструктурі Одеси, загинули двоє людей, ще троє дістали поранення.
Унаслідок масованих обстрілів Донеччини загинули вісім людей, 11 — зазнали поранень. Пошкоджено 53 цивільних об'єкти, з них 17 житлових будинків. На Білицьке росіяни скинули дві бомби КАБ-250 — вбили двох цивільних, одну людину поранили. Двоє людей загинули та одна зазнала поранень у Покровську.
У центрі Луганська ліквідовано колишнього «мера» окупаційної адміністрації Маноліса Пілавова, ще три людини травмовано.
Прокурори України ідентифікували 18 осіб, причетних до катувань або охорони місця незаконного утримання мирного населення в Куп'янську, від їх дій постраждало більше 110 осіб.
Трамп і Путін провели телефонну розмову, Трамп лишився незадоволеним.

### 4 липня

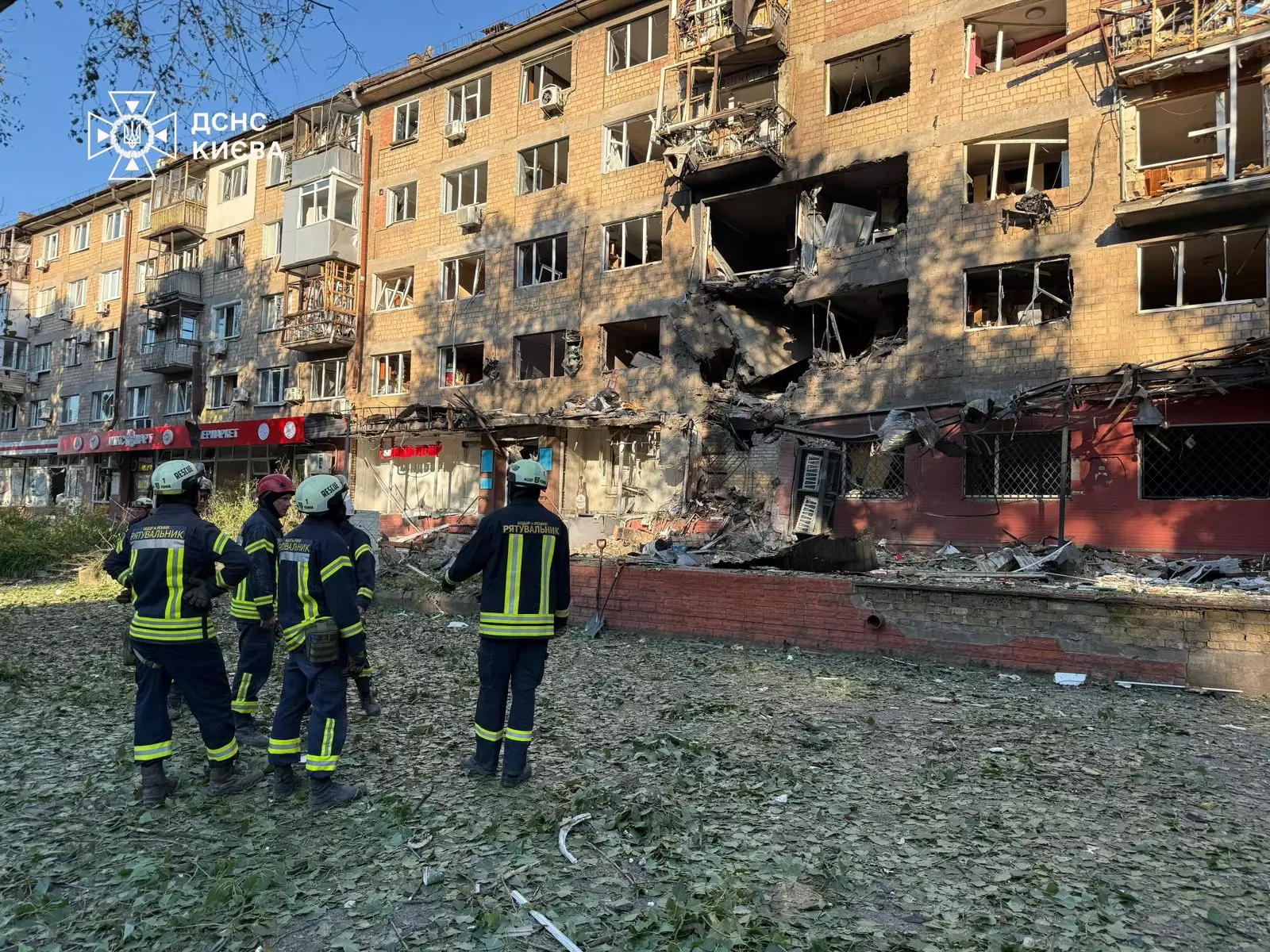
Один із пошкоджених будинків у Києві

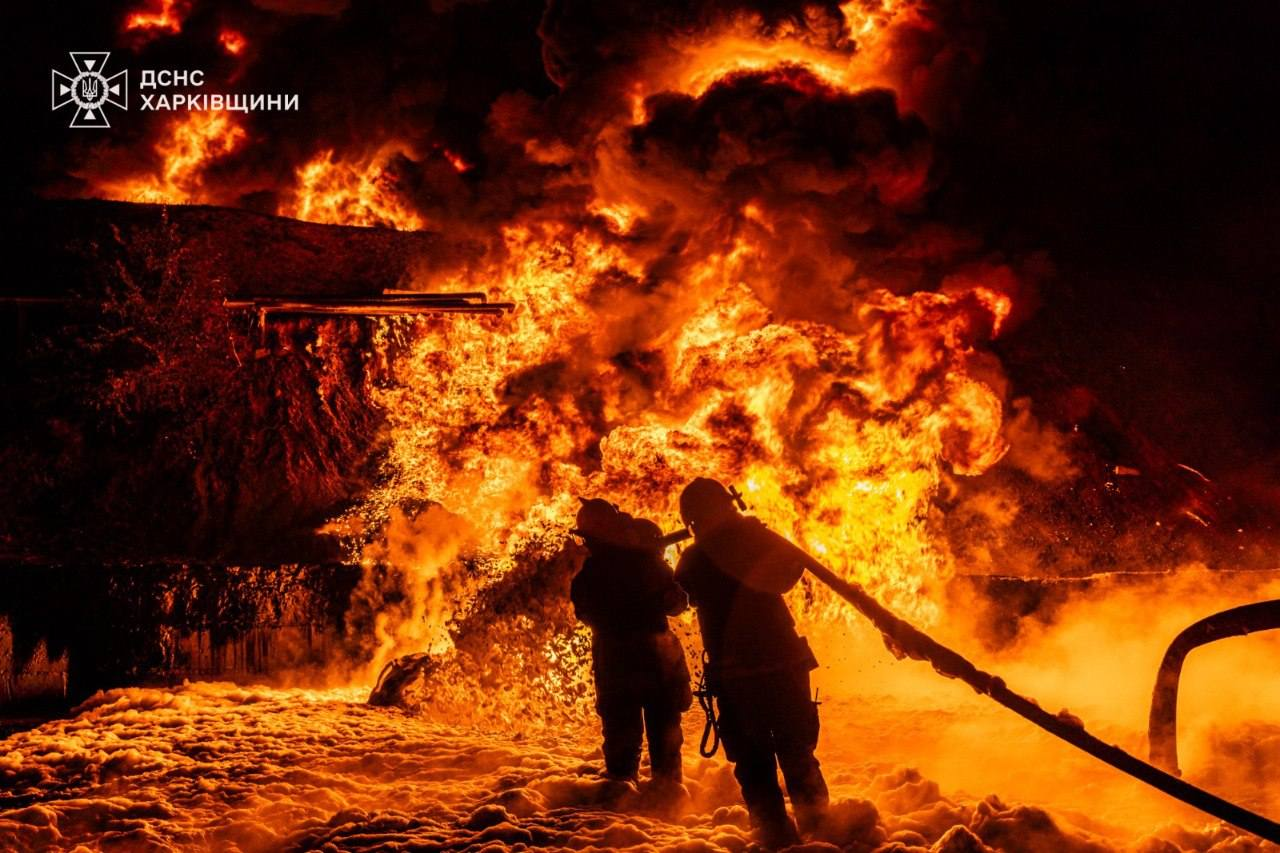
Пожежа від обстрілу Чугуєва

За заявою українського Генштабу, ЗСУ ліквідували 1120 окупантів. ЗС РФ вдарили по Україні 539 БпЛА, 1 ракетою «Кинджал»; 6 балістичними Іскандер-М/KN-23; 4 крилатими Іскандер-К. Основний напрямок удару — Київ. ППО знешкодила 478 засобів, 270 збито вогневими засобами, 208 — локаційно втрачені: — 268 БпЛА збито, 208 — локаційно втрачені/подавлені РЕБ; 2 крилаті ракети Іскандер-К. Зафіксовано влучання у 8 локаціях (9 ракет і 63 БпЛА), а також падіння збитих (уламки) у 33 локаціях. У Києві постраждали щонайменше 23 людини. Унаслідок обстрілу постраждав консульський відділ посольства Польщі, без жертв.
Вранці дронами було завдано атаки по Кривому Розі кількість постраждалих через атаку російських ударних дронів зросла до шести оіб.
ЗСУ вразили російське підприємство з виробництва бойових частин для Шахедів — АТ "ФНПЦ «Науково-дослідний інститут прикладної хімії» (Сергіїв Посад, Московська область). Підприємство здійснює, зокрема, виробництво термобаричних бойових частин для БпЛА.
Українські оборонні компанії відкриють виробництва в Данії, також країни усунуть перешкоди для співпраці та захистять спільні технології від зловживання за допомогою різних ініціатив та проєктів.
Україна і Росія провели восьмий етап обміну полоненими. Особливість цього обміну в тому, що вдалося повернути захисників, яких Росія засудила на тривалі терміни ув'язнення. Переважна більшість звільнених потрапила в полон у 2022 році.
Працівники ДБР повідомили про підозру колишньому т.в.о. директора Департаменту державних закупівель та постачання матеріальних ресурсів Міністерства оборони України, дії якого завдали державі збитків на понад 2 млрд грн.

### 5 липня

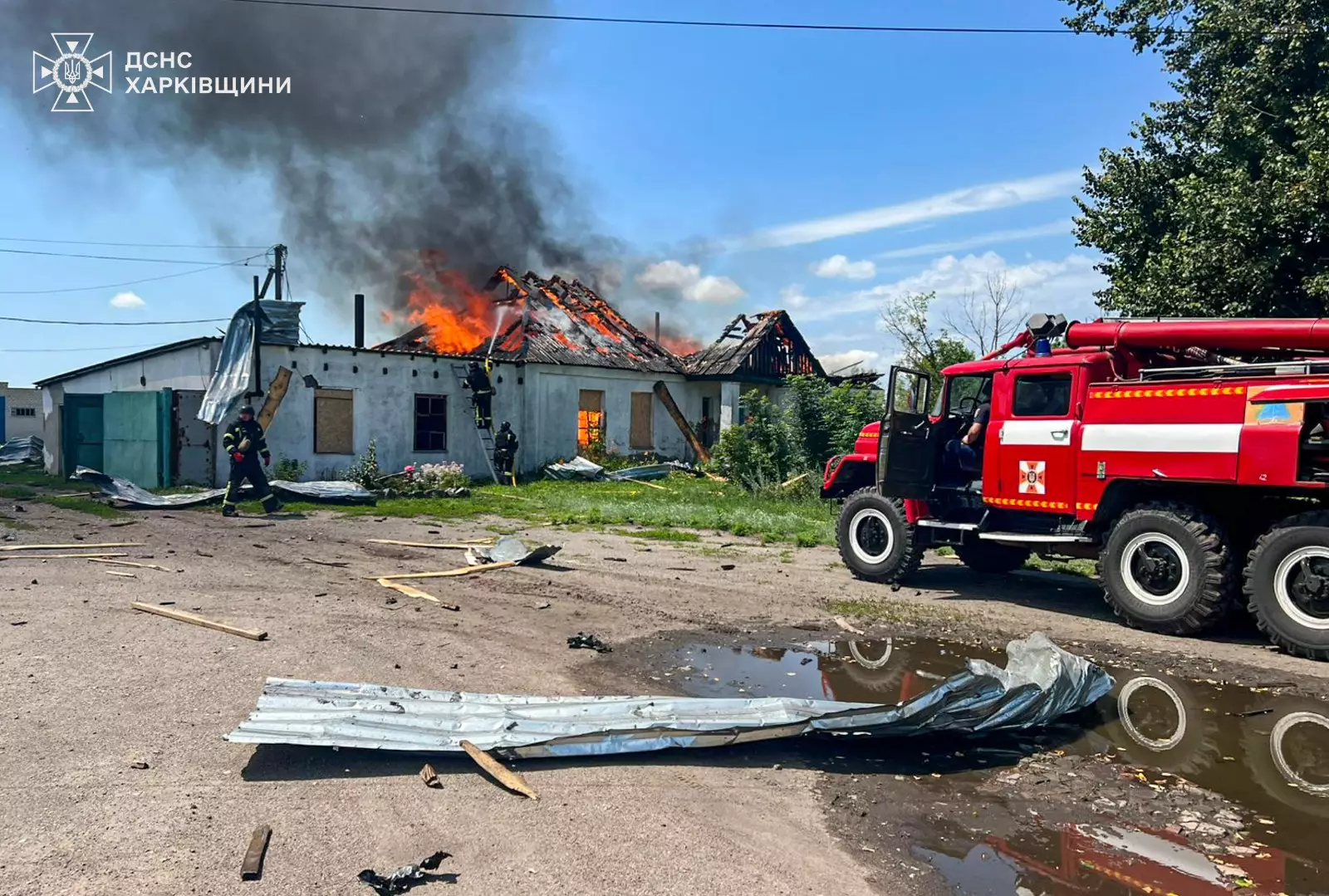
Пожежа від обстрілу селища Приколотне Харківської області

За заявою українського Генштабу, за добу ЗСУ ліквідували 1050 окупантів. ЗС РФ вдарили по Україні 48 БПЛА, ППО збила 12, 29 — локаційно втрачені/подавлені РЕБ.
Унаслідок атак у Чугуєві Харківської області поранено трьох людей, пошкоджено приватні будинки та інфраструктуру. ЗС РФ вдарили КАБами по прифронтовому селищу в Харківській області, почалися пожежі.
Вранці дрони ЗСУ вдарили по російським Енгельсу Саратовської області та Чебоксарам Чувашської Республіки. У районі Енгельса, де розташована стратегічна авіабаза далекої авіації, зафіксовано вибухи та пожежу. Над Чебоксарами могли збивати БПЛА. Невідомі БПЛА вночі атакували Борисоглібськ Воронезької області, в районі військового аеродрому тривала пожежа.
Трамп після телефонної розмови з Зеленським заявив про готовність відновити постачання комплексів Patriot Україні на тлі призупинення військової допомоги США, оголошеної Білим домом 1 липня.

### 6 липня

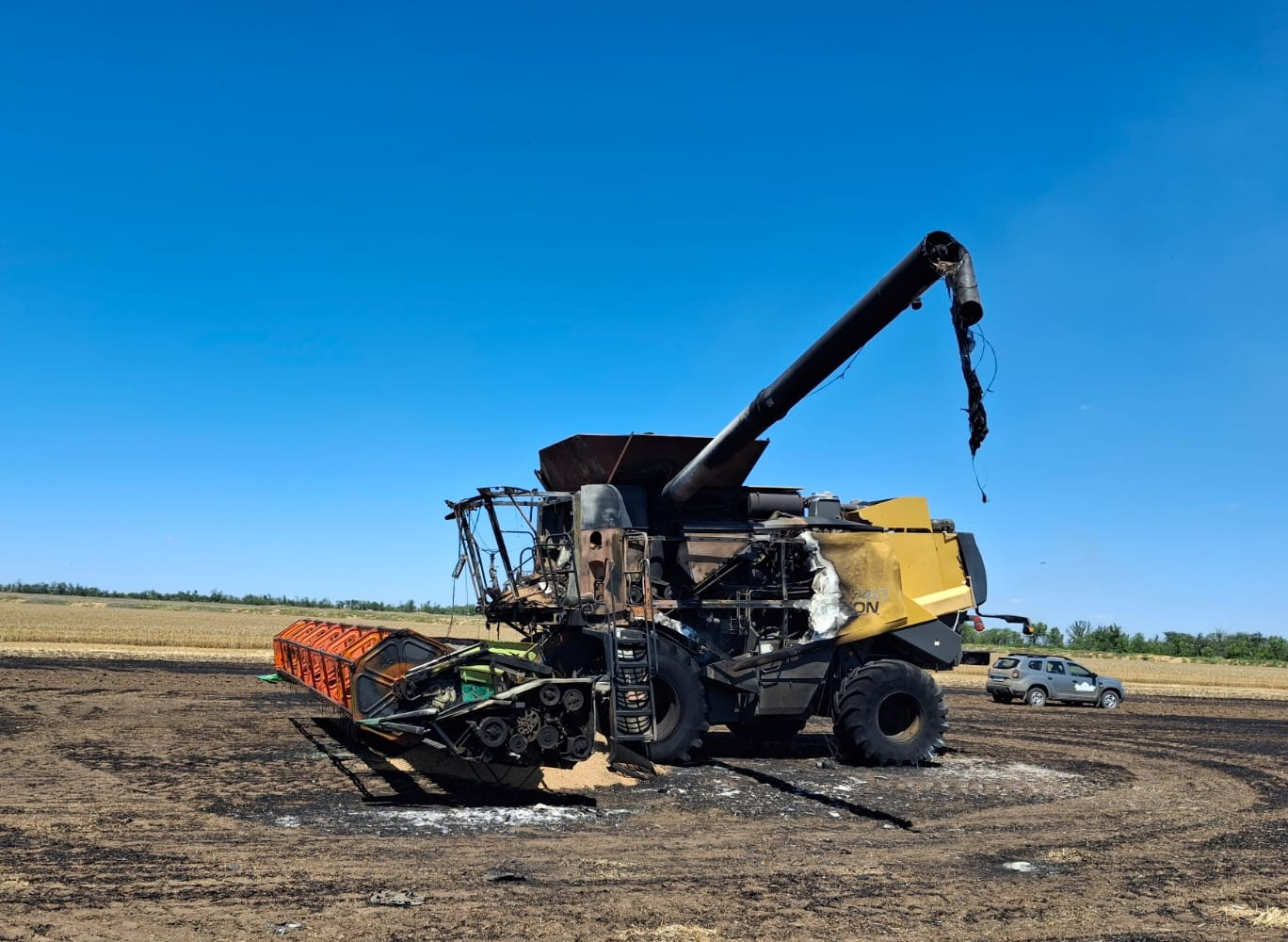
Комбайн у Запорізькій області після удару безпілотника 6 липня

За заявою українського Генштаба, ЗСУ протягом доби ліквідували 1180 окупантів.
У Богодухівському районі Харківської області ЗС РФ дроном атакували цивільний автомобіль, загинув 8-літній хлопчик. Внаслідок удару РФ по Костянтинівці, загинули четверо цивільних.
Морські піхотинці ЗСУ з 37-ї окремої бригади контролювали село Дачне на Дніпропетровщині, було спростовано дезінформацію росіян про ззахоплення селища.

### 7 липня

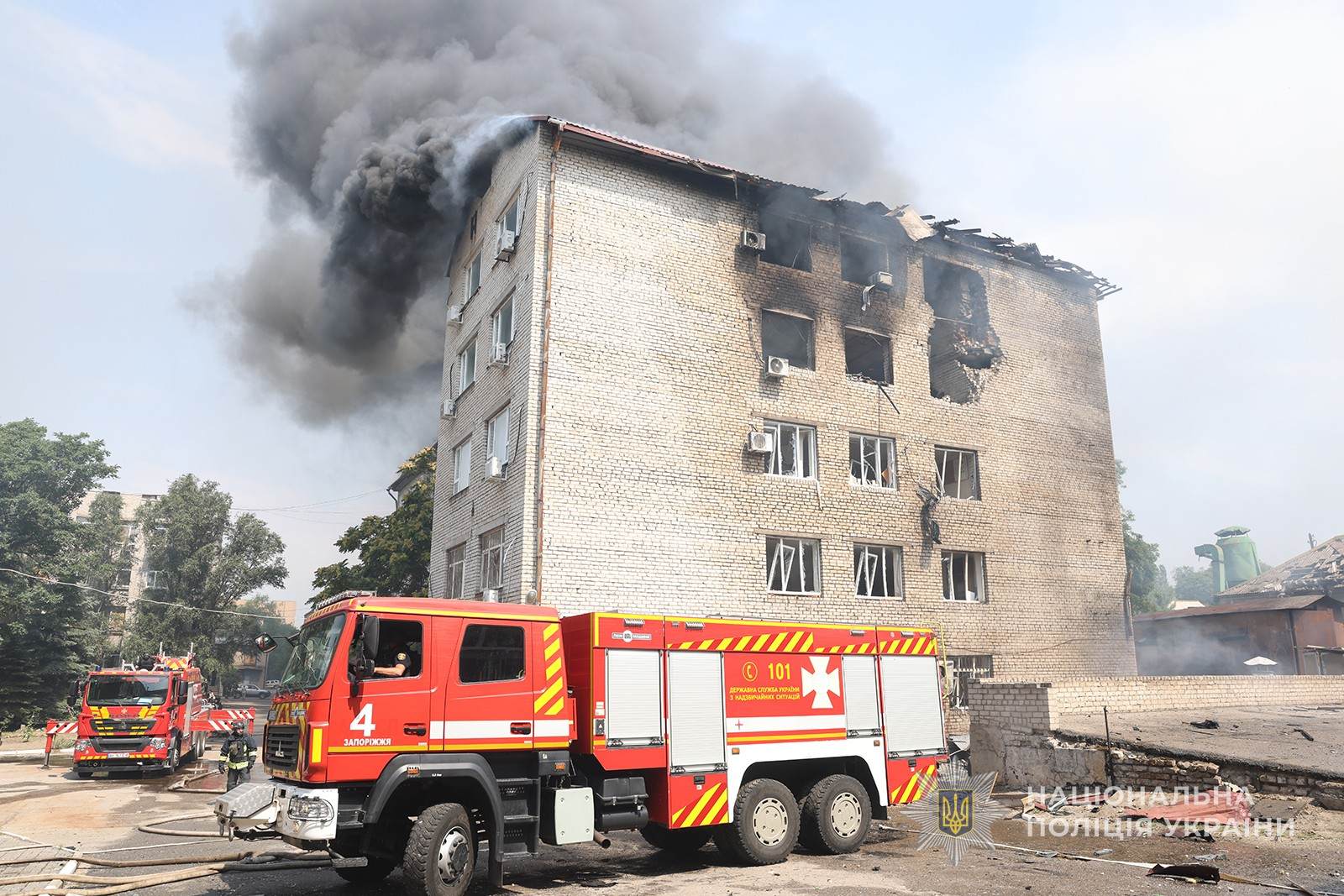
Будівля Запорізької політехніки після обстрілу 7 липня

За заявою українського Генштабу, ЗСУ протягом доби ліквідували 1100 окупантів. Зранку ЗС РФ вдарили по Харкову 10 дронами, постраждали 66 людей, серед них — 6 дітей.
Президент Зеленський присвоїв звання Героя України (посмертно) трьом воїнам: Дмитру Фішеру, Назарію Гринцевичу та Віталію Карвацькому.

### 8 липня
За заявою українського Генштабу, протягом доби ЗСУ ліквідували 1070 окупантів.

### 9 липня
За заявою українського Генштабу, протягом доби ЗСУ ліквідували 1050 окупантів. Вдень ЗС РФ вдарили по Костянтинівці Донецької області, загинули три людини, ще одну людину було поранено.

### 10 липня

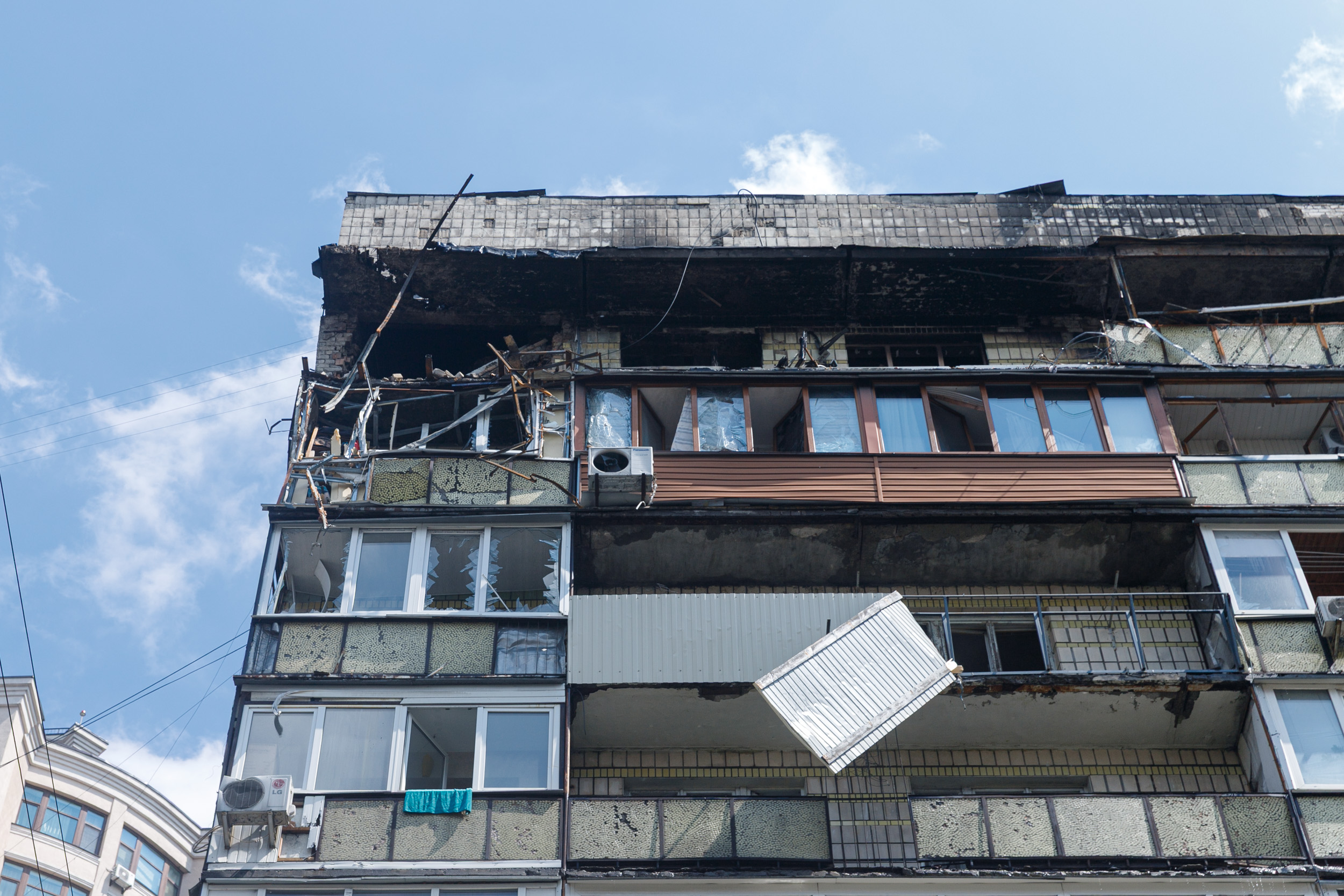
Один із пошкоджених будинків у Києві

За заявою українського Генштабу, протягом доби ЗС РФ втратили на фронті 920 солдатів і 136 одиниць техніки. Загальні бойові втрати з 24.02.2022 склали близько 1030580 поранених і ліквідованих окупантів, 11011 танків, 22972 бойових броньованих машин. Вночі росіяни масово атакували дронами та ракетами Київ, у Подільському районі було знищено амбулаторію. Щонайменше двоє людей загинуло, 13 людей було поранено. В Шевченківському районі уламки влучили в нежитлову та житлову будівлі, впали на дах будинки та поблизу АЗС.

## 11-20 липня

### 11 липня
Зранку ЗС РФ дронами атакували пологовий будинок у Харкові, було поранено щонайменше шестеро людей. Медичну допомогу надали, зокрема, трьом породілям та їхнім дітям трьом хлопчикам, які лише народилися вчора. У матерів та немовлят було діагностовано гостру стресову реакцію.

### 12 липня
Вночі ЗС РФ атакували Чернівці та область 4-ма шахедами та ракетою. Було пошкоджено будинки та авто, загинуло двоє людей. Вранці росіяни обстріляли центр Слов'янська, загинув чоловік. Снаряди влучили у центральну частину міста поблизу автовокзалу, було пошкоджено торговельний комплекс, СТО, навчальний заклад та адміністративну будівлю. Увечері росіяни вдарили БПЛА по Шосткинській громаді, почалися пожежі.

### 13 липня
За заявою українського Генштабу, за добу ЗСУ ліквідували 1240 окупантів і знищили 49 артсистем та 101 одиницю автотехніки. Вночі росіяни атакували дронами в селище Межове Синельниківського району Дніпропетровщини, було зруйновано навчальни заклад, через влучання спалахнув дах і другий поверх будівлі.
Внаслідок російського нічного обстрілу Корабельного району Херсона двох жителів було поранено.

### 14 липня
За заявою українського Генштабу, протягом доби росіяни втратили на фронті 1130 солдатів, 3 танки і 102 одиниці автомобільної техніки. Зранку росіяни обстріляли БпЛА навчальний заклад у Сумах, шістьох людей було поранено, у місті пролунав вибух.

### 15 липня
Вночі в передмісті Херсона російський БПЛА атакував цивільний автомобіль, постраждали двоє людей: 75-річний чоловік перебував у важкому стані. ЗС РФ двічі атакували приватний сектор Краматорська, кілька людей було поранено.

### 16 липня
За заявою українського Генштабу, протягом доби РФ втратила на фронті 1170 окупантів, з початку вторгнення було ліквідовано 1037460 росіян.
Протягом доби на фронті відбулось 160 бойових зіткнень, найбільше ворог тиснув на Покровському та Лиманському напрямках. Авіація, ракетні війська та артилерія Сил оборони уразили 12 районів зосередження особового складу, озброєння й військової техніки противника.
Вночі росіяни атакувала Вінницю дронами, пошкодивши об'єкти інфраструктури, четверо людей постраждали. ЗС РФ знищили «шахедами» майно харківського театру «Арабески», зокрема, унікальні декорації.

### 17 липня
За заявою українського Генштабу, протягом доби ЗС РФ втратили у боях 1190 солдатів, також ЗСУ знищили 43 артсистеми та 154 одиниці автотехніки. За добу на фронті протягом доби стався 131 бій, понад третина з них — на Покровському напрямку.
Вночі росіяни вдарили дронами по Дніпропетровщині, загинув чоловік, двоє отримали поранення, пошкоджено транспортне підприємство.

### 18 липня
За заявою українського Генштабу, за добу ЗСУ ліквідували 1180 росіян і значну кількість техніки.
Внаслідок вечірньої атаки росіян в Сумах виникли проблеми з електропостачанням, проблеми з роботою міського транспорту, комунальна інфраструктура перемкнулася на генератори. Щонайменше один із дронів був начинений шрапнеллю, що може спричиняти максимальні жертви серед людей. Вночі росіяни вдарили «шахедами» по Одесі, пошкоджено інфраструктуру, багатоквартирні житлові будинки. У Дніпропетровської області окупанти вдарили по електровозу Укрзалізниці, загинув машиніст, помічника було поранено. Вночі ЗС РФ вдарили КАБами по по житловій забудові Степногірської громади в Запорізькій області, загинув літній чоловік, кількох багатоповерхових будинках почалася пожежа.
Рано зранку росіяни вдарили по Чугуєву, кілька людей поранено. Внаслідок російського удару дев'ятьма «шахедами» по Запорізькій області зафіксовані руйнування та пожежі у нежитлових приміщеннях, поранено чоловіка. У Херсонській області авто з волонтерами наїхало на російську міну, троє людей було поранено.
Українські розвідники 4-го прикордонного загону ДПСУ знищили 11 укриттів окупантів у Харківській області на Південно-Слобожанському напрямку завдяки роботі дрона «Баба Яга».

### 19 липня

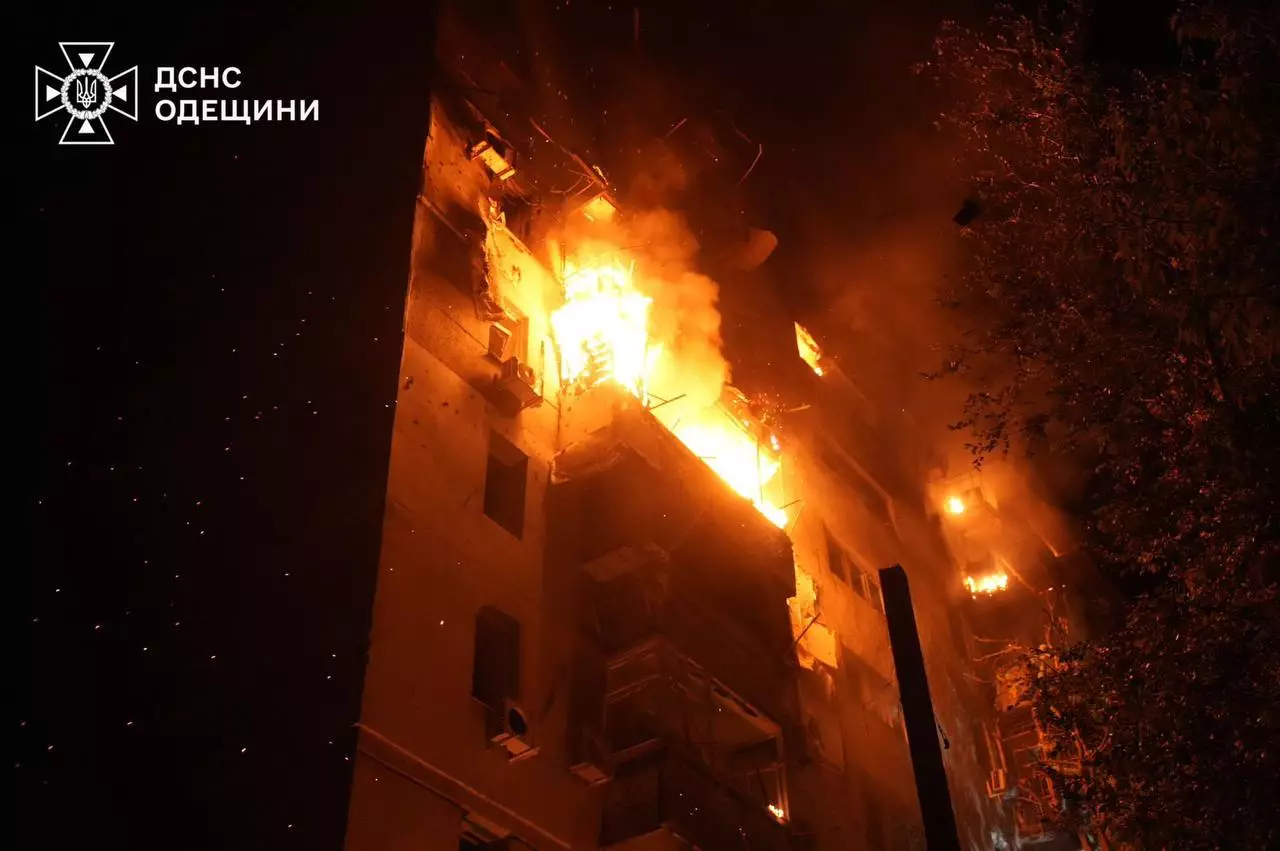
Будинок в Одесі після обстрілу

На фронті відбулося 115 боїв, майже третина з них — на Покровському напрямку.
ЗС РФ запустили по Україні 344 дрони та 35 ракет, в Одесі горіла багатоповерхівка, одна людина загинула, Павлоград зазнав наймасованішої атаки за час війни, протягом чотирьох годин росіяни атакували Шостку. Внаслідок російського удару по Дніпропетровщині кілька людей загинуло. Окупанти вдарили ракетою по Васильківській громаді Синельниківського району. Вночі ЗС РФ вдарили по Запоріжжю та району, поранено чоловіка, сталася пожежа. В Сумах російський БпЛА пошкодив житлові будинки та електромережу.
Легіону «Свобода Росії» провів рейд у глибокому тилу ворога, було знищено бійців підрозділу «Ахмат». Група просунулася на понад 30 км у тил ворога. ЗСУ відновили низку позицій в районі Оріхова у Запорізькій області. Вночі в Москві та передмістях відбулася атака БПЛА, зокрема в Зеленограді, селищі Голубе та Калузькій області.

### 20 липня
ЗСУ просунулися на Покровському напрямку, в північній частині села Миколаївка, на північний схід від Покровська.
Зранку російський дрон атакував передмістя Херсона, поранено двох людей, загорівся житловий будинок. ЗС РФ вдарили по Дніпропетровській області, пошкоджено житлову інфраструктуру.
Вночі в Києві зафіксовано понад 15 влучань російських БПЛА, столиця пережила одну з найбільших атак ворога. У Дарницькому районі загорівся дах нежитлової будівлі.

## 21-31 липня

### 21 липня

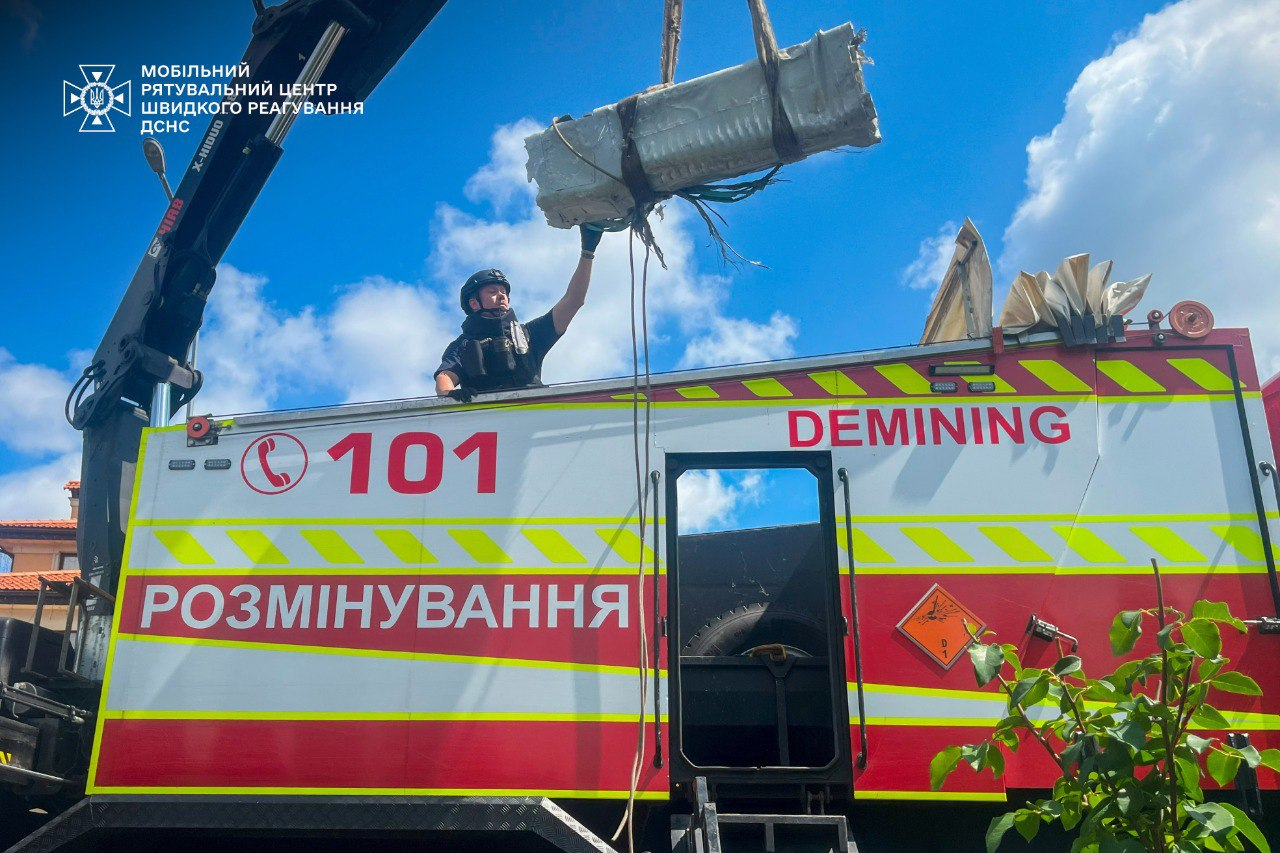
Вивезення решток збитої ракети Х-69 після обстрілу Києва

За заявою українського Генштабу, за добу ЗСУ ліквідували 1170 окупантів, знищили 54 артсистеми та 199 дронів супротивника. Вночі та зранку ЗС РФ запустили шахеди та ракети по Харкову, Києву та Івано-Франківську. На фронті відбулося 101 бойове зіткнення, ЗС РФ атакували на 10 напрямках, найбільше — на Покровському. Російські шахеди атакували Харків, почалася велика пожежа. В Сумах внаслідок російського обстрілу зафіксовано пошкоджені 5 багатоповерхових будинків, торговий центр та автомобілі. Вночі ЗС РФ атакували КАБом, ударили по житловій багатоповерхівці, загинула дитина та постраждали 5 людей.
Ввечері у Ростовській області РФ лунали вибухи від дронів, що атакували військовий аеродром «Міллерово».

### 22 липня
За заявою українського Генштабу, за добу ЗС РФ втратили на фронті 1090 солдатів, танк, РСЗВ і 43 артилерійські системи. Загальні бойові втрати противника з 24 .02.2022 склали 1 044 250 особового складу, 11 038 танків.
Вночі ЗС РФ атакували Дніпропетровську область БПЛА, виникла пожежа, пошкоджені підприємства. Зокрема, в Кривому Розі російські шахеди влучили в підприємство та приватні будинки.

### 23 липня
За заявою українського Генштабу, за добу ЗСУ ліквідували 970 російських солдатів, а також артилерійські системи та РСЗВ. На фронті відбулося 124 зіткнення, найбільше росіяни атакували на Покровському напрямку. Вночі росіяни вдарили по ринку Привоз в Одесі, одному з найстаріших і найвідоміших ринків України. Частково зруйнована багатоповерхівка, є постраждалі.
Вночі ЗС РФ атакували шахедами Миколаїв, в місті почалися пожежі. Вночі росіяни запустили по Україні 107 засобів повітряного нападу: 4 ракети Іскандер-К і 103 шахеди.

### 24 липня

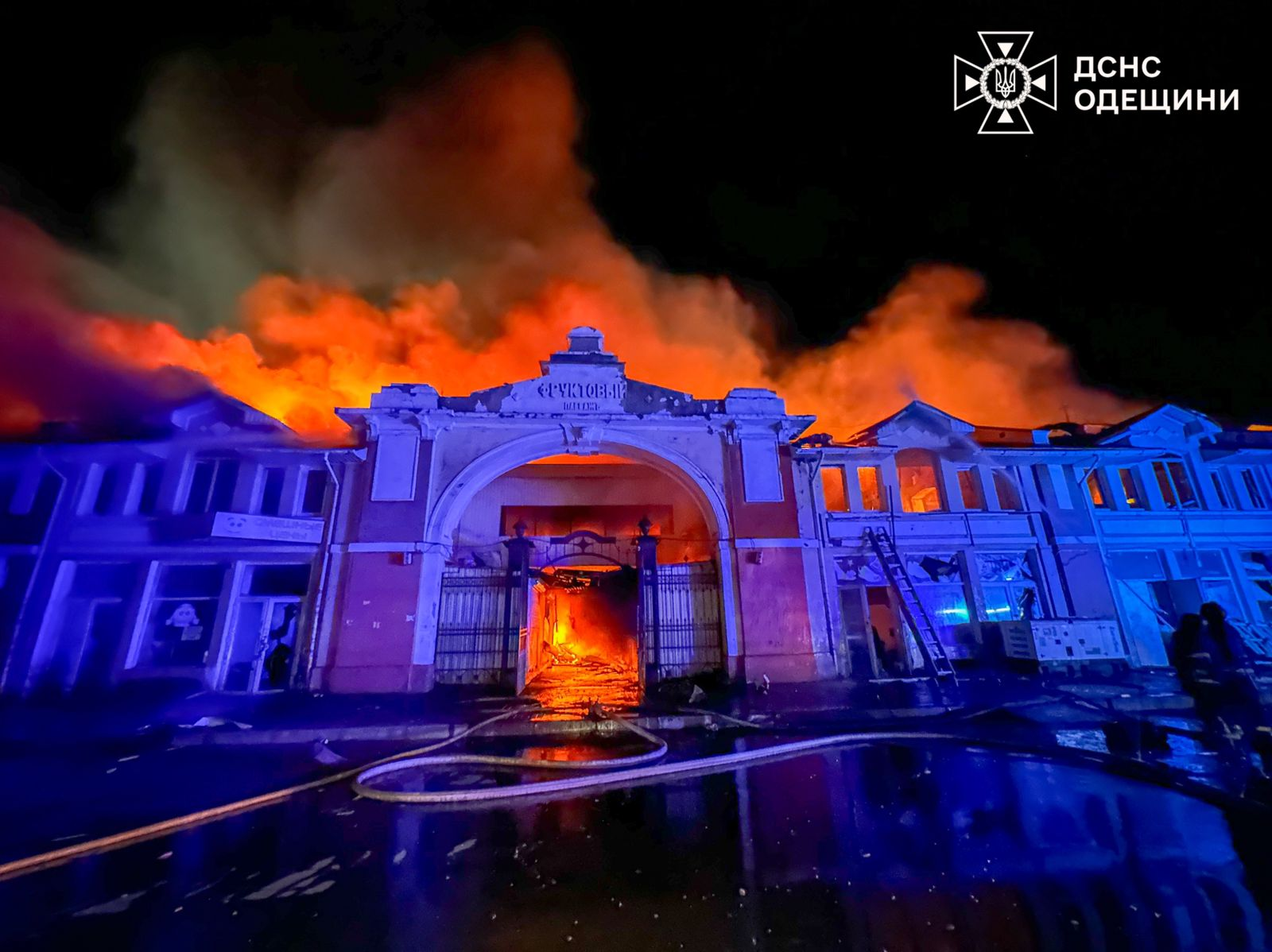
Ринок Привоз в Одесі після обстрілу

За заявою українського Генштабу, за добу РФ втратила 1050 солдатів і три танки.
ЗС РФ атакували Черкаси ракетами зі шрапнеллю, уламки таких боєприпасів можуть розлітатися на відстань до 1 км. У місті зафіксовано два великі осередки руйнувань, пошкоджено цивільні об'єкти, 15 багатоповерхових будинків, поранено сімох людей, серед них дев'ятирічна дитина. ЗС РФ атакували в Курській області. ЗС РФ просунулися в центральній частині Кіндратівки на північ від Сум, атакували у районі Юнаківки, Садків і Ворачиного. Зранку росіяни вдарили КАБами по Харкову, було влучання поблизу житлової забудови. Також у Харкові росіяни атакували місто ударним дроном «Черніка».
Вночі в Миколаєві російський дрон атакував базу норвезької гуманітарної організації Norwegian People's Aid, що допомагає з розмінуванням в Україні. Вдень росіяни атакували Костянтинівку Донецької області чотирма КАБами та артилерією, загинуло двоє людей дві, понад 10 поранено.
У Адлері в РФ поблизу аеропорту Сочі пролунали потужні вибухи, почалася велика пожежа на нафтобазі.
Через погіршення безпекової ситуації влада у Донецькій області розширила зону примусової евакуації сімей з дітьми, зокрема, з Добропілля, сіл Ганнівка, Новий Донбас, Рубіжне Добропільської громади та сіл Добропілля, Надія, Новокриворіжжя, Новомар'ївка, Новофедорівка, Ракша Криворізької громади.
Вночі у Тамбовській області РФ сталися вибухи в районі порохового заводу в місті Котовськ.

### 25 липня

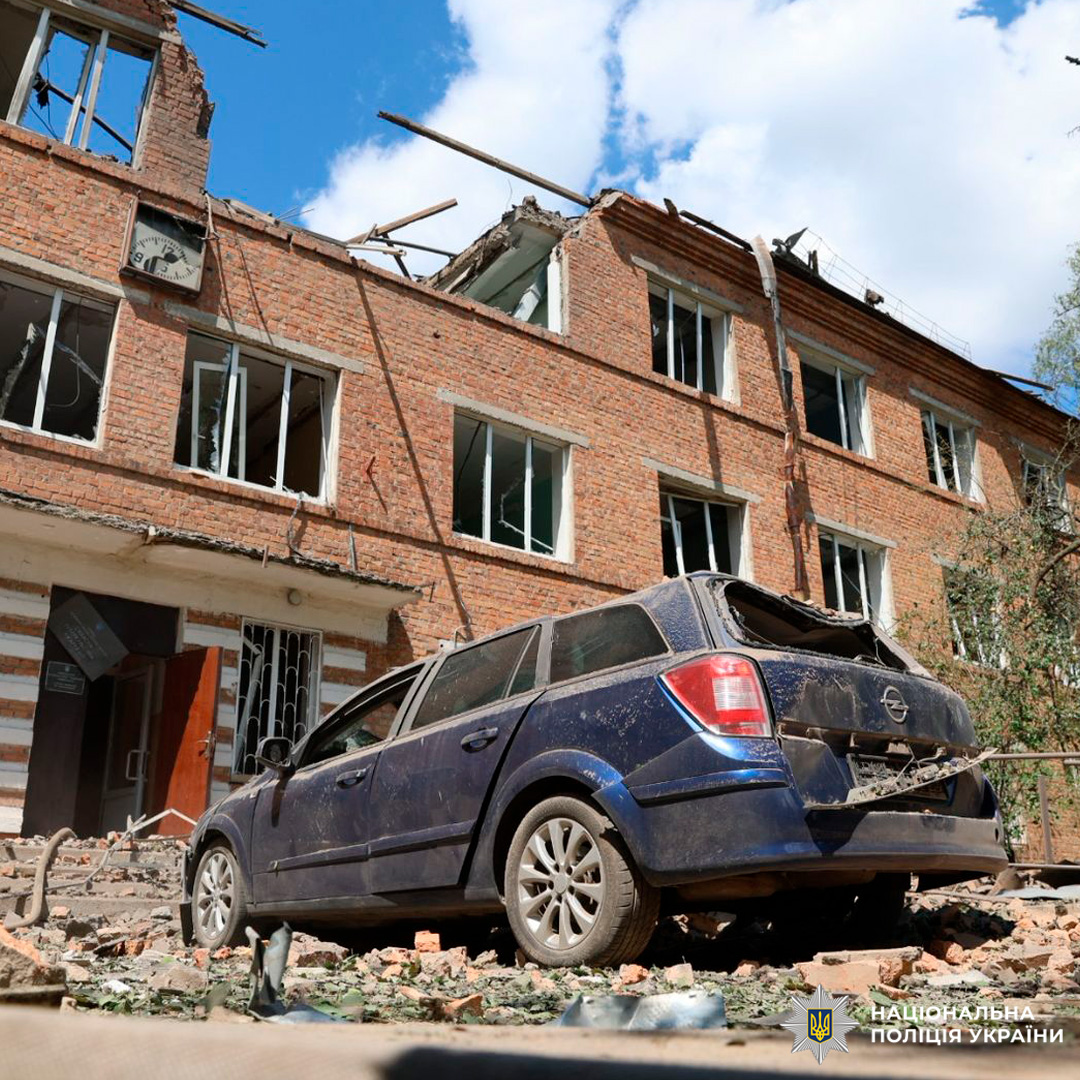
Харківська обласна туберкульозна лікарня №3 після удара авіабомбою

За заявою українського Генштабу, за добу ЗС РФ втратили 1080 солдатів і 209 одиниць військової техніки.
Вночі ЗС РФ запустили по Україні 208 дронів та 27 ракет, основним напрямок удару була Дніпропетровська область. За добу на фронті зафіксовано 191 зіткнення, ЗС РФ завдали ракетного та 60 авіаударів, скинувши 78 КАБів і запустивши 4172 БПЛА, під обстрілами опинились десятки населених пунктів, зокрема Харків, Покровськ та Оріхів. ППО вразили 7 районів зосередження живої сили та техніки росіян , 2 артсистеми, пункт управління БпЛА та ще 2 важливих об'єкти.
Росіяни вдарили КАБом по медичному закладу в Індустріальному районі Харкова, кілька людей загинуло та поранено. Внаслідок атаки дроном було пошкоджено баштовий кран у Салтівському районі. В Дніпрі внаслідок російської атаки загинула людина в житловий багатоповерхівці. Також росіяни запустили дрони по Запорізькій області, були пожежі та зруйновано будинок.
Вночі на військовому аеродромі «Армавір» у Краснодарському краї Росії знищено навчально-бойовий винищувач Су-27УБ.

### 26 липня

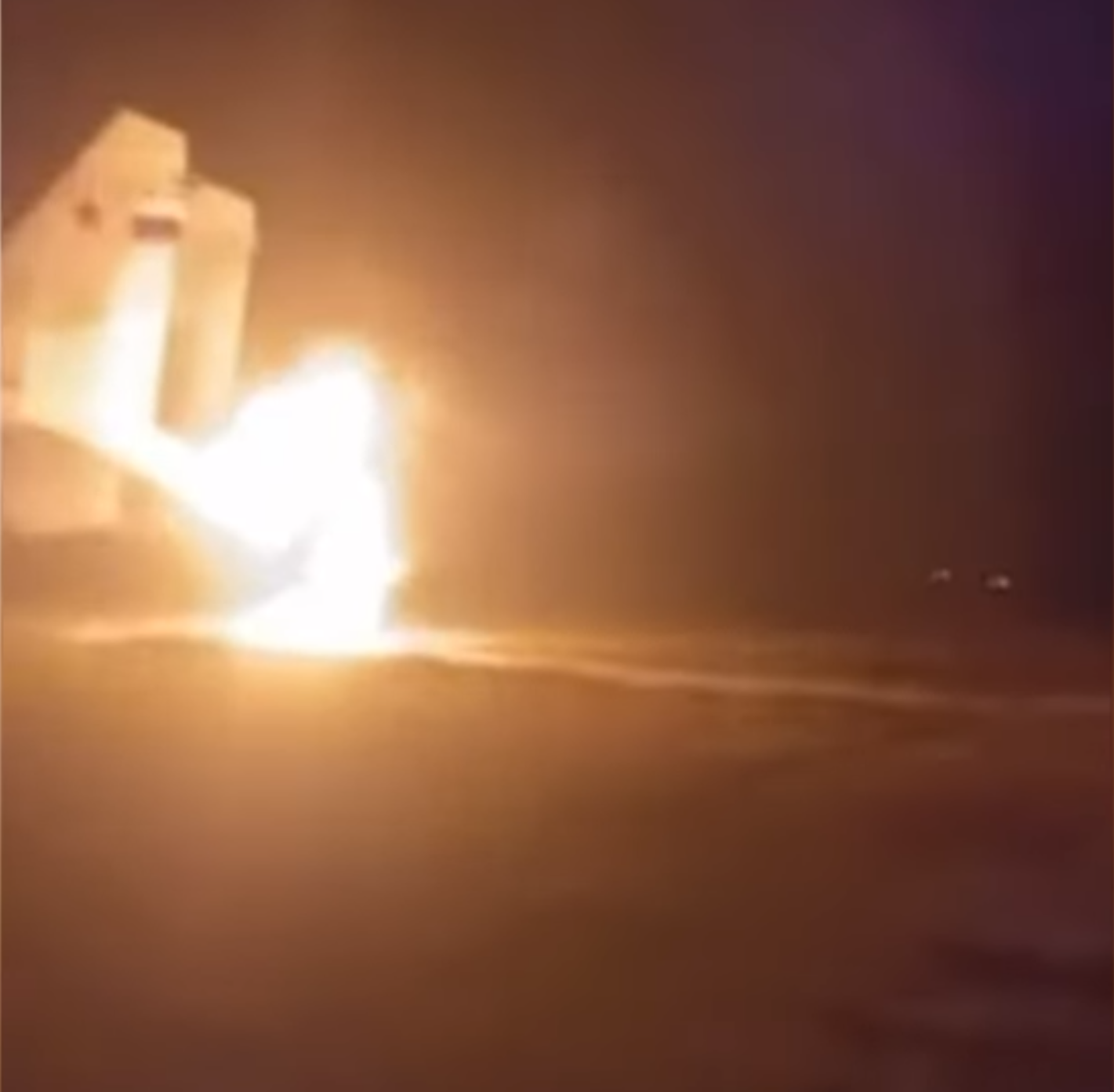
Знищення російського літака Су-27 (фото ГУР)

За заявою українського Генштабу, за добу ЗС РФ втратили 920 солдатів та 11 крилатих ракет. Протягом доби на фронті зафіксовано 153 бойові зіткнення, за добу ворог здійснив понад 5 700 обстрілів.
Вночі росіяни обстріляли ракетами Кам'янське, у місті спалахнула пожежа. В Шостці Сумської області внаслідок російської атаки БПЛА, ракетами та КАБами пошкоджені багатоповерхівки та приватні будинки, кількох людей поранено. ЗС РФ зруйнували приватний будинок у Степногірську, двоє мирних жителів загинуло.
Вночі на стратегічному об'єкті у Волгоградській області РФ спалахнула пожежа в районі нафтобази.

### 28 липня

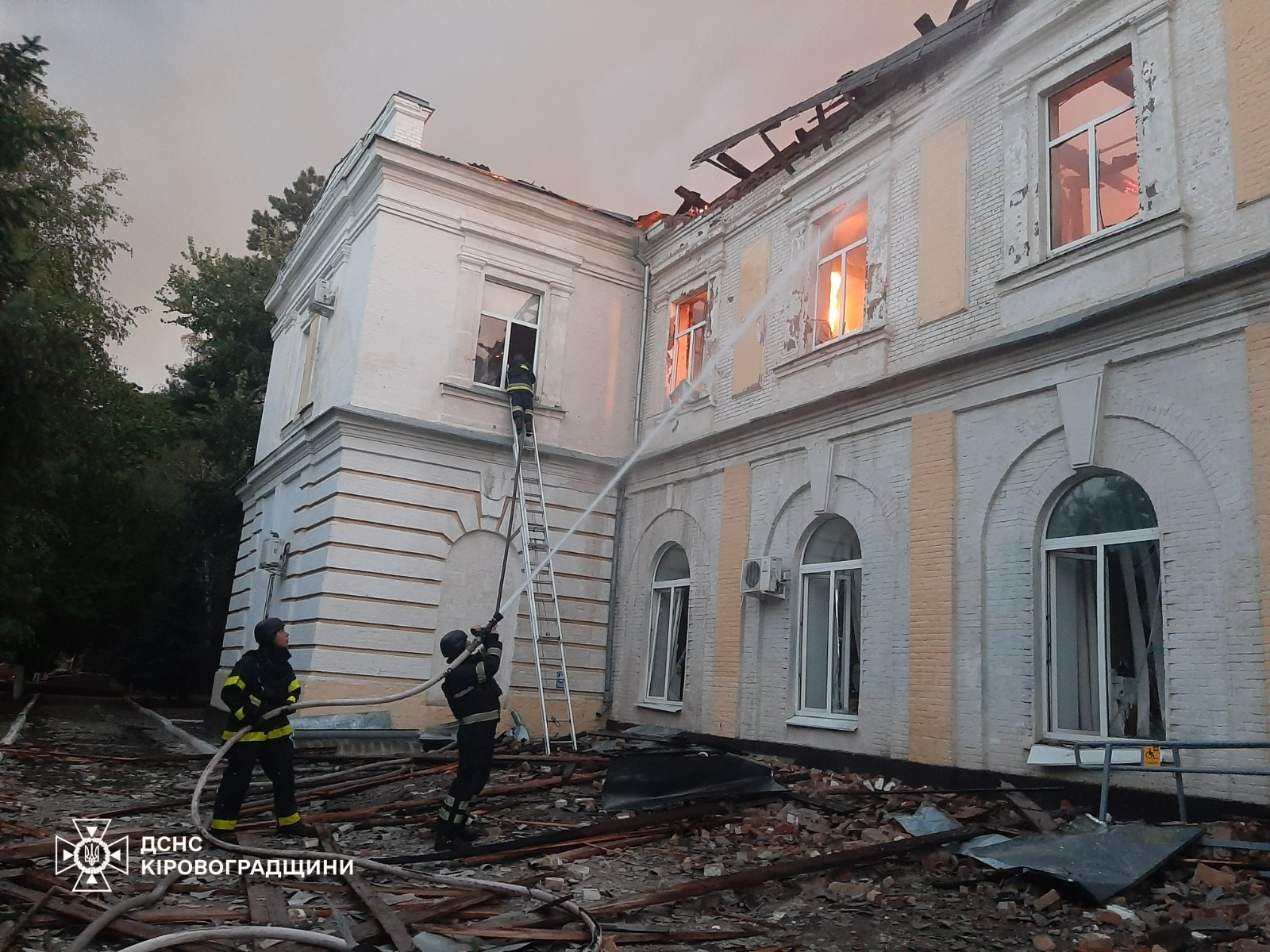
Будівля Єлисаветградської чоловічої гімназії після атаки

Російське бомбардування виправної колонії в Біленькому (Запорізька область). 16 в'язнів загинули, понад 50 людей, зокрема 42 в'язні, поранені.
Російський удар безпілотниками по Кропивницькому. Пошкоджені, серед іншого, будівля Єлисаветградської чоловічої гімназії (нині будівля ДСНС), філармонія, будівлі історичних казарм, будівля Центральноукраїнського державного університету, житлові будинки та інше.
У Києві через російський обстріл пошкоджений багатоповерховий будинок, поранені восьмеро людей. Вночі ЗС РФ вдарили ракетою по пологовому будинку в Кам'янському, постраждали 22 людини, вагітна жінка перебувала у важкому стані.

### 29 липня
За добу росіяни втратили 890 солдатів, 30 артсистем та 67 одиниць автотехніки.
ЗСУ просунулися на Покровському напрямку, в північній Лисівці на південний схід від Покровська.

### 30 липня
Вночі ЗС РФ обстріляли з реактивної системи залпового вогню Очаків Миколаївської області, у місті виникли пожежі, пошкоджені будинки.
Внаслідок російського удару було пошкоджено залізничний вокзал у Павлограді, постраждала залізнична інфраструктура. Вдень росіяни обстріляли передмістя Харкова, виникла пожежа, є поранені.

### 31 липня
Протягом доби було знищено 940 російських солдатів. За добу на фронті зафіксовано понад 150 зіткнень, найактивніші дії тривали на Покровському напрямку.
Вночі росіяни атакували Київ дронами та ракетами, постраждала критична інфраструктура, поранені цивільні.
Про події наступного місяця — див. у статті Хронологія російського вторгнення в Україну (серпень 2025).